# Cumapazarı, Of
Cumapazarı là một thị trấn thuộc huyện Of, tỉnh Trabzon, Thổ Nhĩ Kỳ. Dân số thời điểm năm 2011 là 1.387 người.